# UFC 24
UFC 24: First Defense fue un evento de artes marciales mixtas celebrado por Ultimate Fighting Championship el 10 de marzo de 2000 en el Lake Charles Civic Center, en Lake Charles, Estados Unidos.

## Resultados
| Tarjeta principal  | Tarjeta principal | Tarjeta principal | Tarjeta principal | Tarjeta principal           | Tarjeta principal | Tarjeta principal | Tarjeta principal |
| Categoría          |                   |                   |                   | Método                      | Ronda             | Tiempo            | Notas             |
| ------------------ | ----------------- | ----------------- | ----------------- | --------------------------- | ----------------- | ----------------- | ----------------- |
| Peso ligero        | Jens Pulver       | derr.             | David Velasquez   | TKO (golpes)                | 2                 | 2:41              |                   |
| Peso ligero        | Bob Cook          | derr.             | Tiki Ghosn        | Sumisión (rear naked choke) | 2                 | 1:30              |                   |
| Peso ligero        | Dave Menne        | derr.             | Fabiano Iha       | Decisión (unánime)          | 3                 | 5:00              |                   |
| Peso medio         | Lance Gibson      | derr.             | Jermaine Andre    | KO (rodillazo)              | 3                 | 3:37              |                   |
| Peso pesado        | Tedd Williams     | derr.             | Steve Judson      | TKO (golpes)                | 1                 | 3:23              |                   |
| Tarjeta preliminar |                   |                   |                   |                             |                   |                   |                   |
| Peso ligero        | Shonie Carter     | derr.             | Brad Gumm         | Decisión (unánime)          | 2                 | 5:00              |                   |
| Peso pesado        | Scott Adams       | derr.             | Ian Freeman       | Sumisión (heel hook)        | 1                 | 3:09              |                   |